# Eobrasilia
Eobrasilia is een geslacht van uitgestorven buideldierachtigen dat leefde in het Eoceen van Zuid-Amerika.

## Voorkomen
Het enige fossiel van Eobrasilia omvat een gedeeltelijke en gebroken schedel, een kies en een gedeeltelijke onderkaak. De resten werden in 1947 beschreven door George Gaylord Simpson. Het fossiel werd gevonden in het Itaboraí-bekken in Brazilië en dateert uit het Vroeg-Eoceen, ongeveer 52 miljoen jaar geleden tijdens de South American Land Mammal Ages Itaboraian. Eobrasilia is een van de grootste bekende buideldierachtigen uit het Itaboraí-bekken.

## Verwantschap
Eobrasilia werd aanvankelijk beschouwd als een missing link tussen de Sparassodonta en de Didelphimorphia. Later werd het dier ingedeeld bij de Didelphidae, de opossums. Een nieuwe analyse van het gebit leidde in 2017 tot indeling bij de Stagodontidae, een groep van carnivore buideldierachtigen die verondersteld werd alleen tijdens het Laat-Krijt in Noord-Amerika geleefd te hebben. De voorouders van Eobrasilia bereikten net als meerdere niet-verwante groepen buideldierachtigen, waaronder de voorouders van de echte buideldieren, tijdens het Laat-Krijt vanuit Noord-Amerika via de Caribische regio Zuid-Amerika.